# Жоашен де Ри
Жоашен де Ри (фр. Joachim de Rye; 1500—1560) — бургундский дворянин, придворный императора Карла V.

## Биография
Старший сын Симона, сеньора де Ри, Балансона и Дисе, и Антуанетты де Лабом.
Сеньор де Ри. Ровесник Карла V, он воспитывался вместе с ним в качестве менена, и в дальнейшем пользовался близкой дружбой императора.
Занимал должности первого личного эконома Карла V и генерала легкой кавалерии.
Благодаря протекции императора Жоашен и его братья Марк и Жерар женились на трех сестрах, именовавшихся дамами де Нёшатель, и являвшихся наследницами сеньорий контуазских домов Нёшатель и Лонгви.
В 1546 году на капитуле в Утрехте был принят в рыцари ордена Золотого руна.

## Семья
Жена (3.01.1534): Антуанетта де Лонгви (ок. 1528—1544), дама де Гири, дочь Кристофа де Лонгви и Анны де Нёшатель
Дочь:
- Франсуаза де Ри, дама де Лонгви. Муж: Леонор Шабо, граф де Шарни (ок. 1526—1597)